# Aclerda panici
Aclerda panici är en insektsart som beskrevs av Hall 1926. Aclerda panici ingår i släktet Aclerda och familjen Aclerdidae.
Artens utbredningsområde är Egypten. Inga underarter finns listade i Catalogue of Life.